# Resolutie 921 Veiligheidsraad Verenigde Naties
Resolutie 921 van de Veiligheidsraad van de Verenigde Naties werd op 26 mei 1994 unaniem aangenomen.

## Achtergrond
Na de Jom Kipoeroorlog kwamen Syrië en Israël overeen de wapens neer te leggen. Een waarnemingsmacht van de Verenigde Naties moest op de uitvoer van de twee gesloten akkoorden toezien.

## Inhoud
De Veiligheidsraad:
- nam het rapport van de secretaris-generaal over de UNDOF-waarnemingsmacht in overweging;
- besliste:
a. de partijen op te roepen onmiddellijk resolutie 338 uit te voeren;
b. het mandaat van de macht met een periode van zes maanden te verlengen tot 30 november 1994;
c. de secretaris-generaal te vragen tegen die tijd te rapporteren over de ontwikkelingen en de genomen maatregelen om resolutie 338 uit te voeren.

## Verwante resoluties
- Resolutie 895 Veiligheidsraad Verenigde Naties
- Resolutie 904 Veiligheidsraad Verenigde Naties
- Resolutie 938 Veiligheidsraad Verenigde Naties
- Resolutie 962 Veiligheidsraad Verenigde Naties

Lijst ·  893 ·  894 ·  895 ·  896 ·  897 ·  898 ·  899 ·  900 ·  901 ·  902 ·  903 ·  904 ·  905 ·  906 ·  907 ·  908 ·  909 ·  910 ·  911 ·  912 ·  913 ·  914 ·  915 ·  916 ·  917 ·  918 ·  919 ·  920 ·  921 ·  922 ·  923 ·  924 ·  925 ·  926 ·  927 ·  928 ·  929 ·  930 ·  931 ·  932 ·  933 ·  934 ·  935 ·  936 ·  937 ·  938 ·  939 ·  940 ·  941 ·  942 ·  943 ·  944 ·  945 ·  946 ·  947 ·  948 ·  949 ·  950 ·  951 ·  952 ·  953 ·  954 ·  955 ·  956 ·  957 ·  958 ·  959 ·  960 ·  961 ·  962 ·  963 ·  964 ·  965 ·  966 ·  967 ·  968 ·  969